# Saam gaang yi
Saam gaang yi (em japonês:  三更2; em cantonês:  Saam gaang yi; no Brasil: Três... Extremos; em Portugal: 3... Extremos) é um filme de terror asiático produzido a partir da colaboração de três diretores de três países distintos, cada um com um segmento. É uma sequência do conceito do filme Three, de 2002, porém com diretores mais consagrados. Os três segmentos são, em ordem:
- Dumplings, dirigido por Fruit Chan (Hong Kong)
- Cut, dirigido por Park Chan-wook (Coreia do Sul)
- Box, dirigido por Takashi Miike (Japão)

Fruit Chan lançou futuramente Dumplings, uma versão de 90 minutos deste pequeno filme.

## Enredo
- Dumplings - Uma atriz em envelhecimento que deseja recuperar a sua juventude vai para uma mulher que faz bolinhos de massa que, supostamente, possuem propriedades regenerativas, no entanto, eles contêm um ingrediente secreto horrível.
- Cut - Um diretor de filmes de sucesso e sua esposa são sequestrados por um cara, que obriga o diretor a jogar seus jogos sádicos. Se ele falhar, os dedos de sua esposa serão cortadas um a um, a cada cinco minutos.
- Box - Uma mulher jovem de fala macia tem um recorrente pesadelo bizarro sobre ser enterrada em uma caixa na neve. Procurando a sua irmã há muito tempo perdida, ela percebe que seus sonhos e a realidade possivelmente podem estar conectados.